# Presidenti delle Seychelles
Questa pagina contiene la lista dei Presidenti delle Seychelles dal 1976 ad oggi.

## Lista
| # | Presidente | Presidente         | Partito                                                                                     | Mandato         | Mandato         |
| # | Presidente | Presidente         | Partito                                                                                     | Inizio          | Fine            |
| - | ---------- | ------------------ | ------------------------------------------------------------------------------------------- | --------------- | --------------- |
| 1 |            | James Mancham      | Partito Democratico delle Seychelles                                                        | 29 giugno 1976  | 5 giugno 1977   |
| 2 |            | France-Albert René | Fronte Progressista del Popolo delle Seychelles                                             | 5 giugno 1977   | 14 luglio 2004  |
| 3 |            | James Michel       | Fronte Progressista del Popolo delle Seychelles, dal 2009 Partito Popolare delle Seychelles | 14 luglio 2004  | 16 ottobre 2016 |
| 4 |            | Danny Faure        | Partito Popolare delle Seychelles, dal 2018 Seychelles Unite                                | 16 ottobre 2016 | 26 ottobre 2020 |
| 5 |            | Wavel Ramkalawan   | Alleanza Democratica Seychellese/ Partito Nazionale delle Seychelles                        | 26 ottobre 2020 | in carica       |